# 관심구역

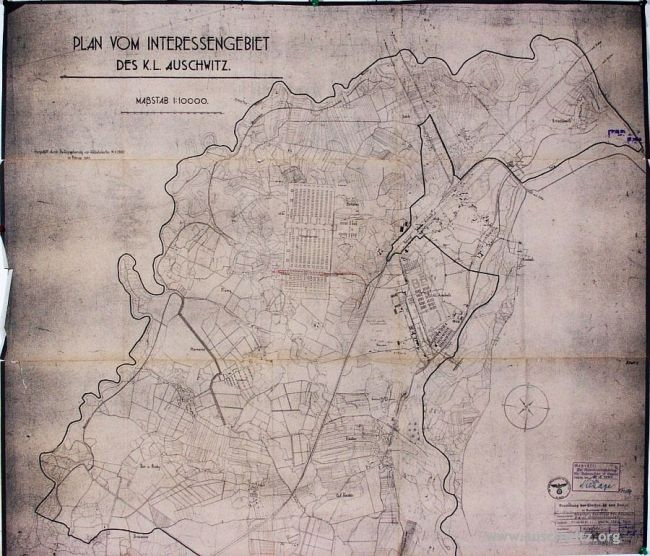
1941년 관심구역 지도

관심구역(독일어: Interessengebiet)은 제2차 세계 대전 당시 나치 독일이 점령한 폴란드의 아우슈비츠 강제 수용소 단지에 대한 슈츠슈타펠 (SS)의 제한 구역이었다. 나치 독일의 가장 큰 강제 수용소 단지가 이 지역에 건설되어 외부로부터 보호되었다. 관심구역은 오시비엥침 근처의 소와강과 비스와강 합류점 남쪽에 위치했으며 부분적으로 이 강으로 둘러싸여 있었다. 구역의 넓이는 약 40 제곱킬로미터 (15 mi2)였다. 관심구역은 1941년 5월 말부터 1945년 1월 말 적군에 의해 해방될 때까지 공식적으로 존재했다.